# Euchaetis glabra
Euchaetis glabra är en vinruteväxtart som beskrevs av I.J.M. Williams. Euchaetis glabra ingår i släktet Euchaetis och familjen vinruteväxter. Inga underarter finns listade i Catalogue of Life.